# Michael DiSalle

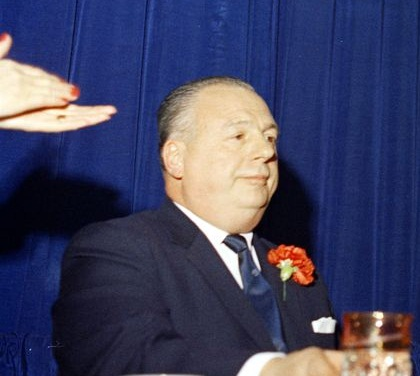
Michael DiSalle (1962)

Michael Vincent DiSalle (* 6. Januar 1908 in New York City; † 16. September 1981 in Pescara, Italien) war ein US-amerikanischer Politiker (Demokratische Partei) und von 1959 bis 1963 der 60. Gouverneur des Bundesstaates Ohio.

## Leben
Als Michael DiSalle drei Jahre alt war, zog er mit seinen Eltern nach Toledo in Ohio. Dort besuchte er die örtlichen Schulen. Später studierte er an der Georgetown University. Nach einem abschließenden Jurastudium wurde er 1932 als Anwalt zugelassen.
DiSalle war Mitglied der Demokratischen Partei. Im Jahr 1937 wurde er in das Repräsentantenhaus von Ohio gewählt. Zwischen 1939 und 1941 war er in der Stadtverwaltung von Toledo stellvertretender Leiter der juristischen Abteilung (Assistant City Law Director). Während des Zweiten Weltkrieges war er in der Nationalgarde von Ohio. Zwischen 1942 und 1947 saß er auch im Stadtrat von Toledo und von 1944 bis 1948 war er stellvertretender Bürgermeister dieser Stadt.

### Bürgermeister und Gouverneur
Im Jahr 1946 kandidierte er erfolglos für einen Sitz im US-Repräsentantenhaus. Stattdessen wurde er von 1948 bis 1950 Bürgermeister von Toledo. Im Dezember 1950 wurde DiSalle von Präsident Harry S. Truman zum Leiter der Preisstabilitätsbehörde (Office of Price Stabilization) ernannt. Diese Organisation sollte während des Koreakrieges die Verbraucherpreise regulieren. Er behielt dieses Amt bis zum Januar 1952; dann unternahm er einen weiteren erfolglosen Versuch, in den Kongress gewählt zu werden. Im Jahr 1956 bewarb er sich erstmals um das Amt des Gouverneurs von Ohio. Dabei unterlag er aber dem Republikaner C. William O’Neill. Zwei Jahre später konnte er dann O’Neill schlagen und damit Gouverneur seines Staates werden.
DiSalle trat sein neues Amt am 12. Januar 1959 an. Er war der erste Gouverneur von Ohio, der nach einer Verfassungsänderung eine vierjährige Amtszeit absolvieren konnte. Als Gouverneur gehörte er dem Beraterstab des Präsidenten für die Beziehungen der US-Bundesstaaten untereinander an. Als Gouverneur setzte er sich für eine Erhöhung des Bildungsetats ein. Außerdem war er für eine Verstärkung der Autobahnpolizei. Gouverneur DiSalle war ein Gegner der Todesstrafe. Diese Haltung war damals in Ohio aber nicht populär und kostete ihn im Jahr 1962 die Wiederwahl. Aus diesem Grund schied er am 14. Januar 1963 aus seinem Amt aus.
Nach dem Ende seiner Amtszeit arbeitete DiSalle wieder als Rechtsanwalt. Er praktizierte in Columbus und in Washington. Außerdem gehörte er einem Komitee an, das sich für die Abschaffung der Todesstrafe in den gesamten Vereinigten Staaten einsetzte. Im Jahr 1980 unterstützte er Edward Kennedy bei dessen Versuch, die demokratische Nominierung für die US-Präsidentschaft zu erringen. Michael DiSalle starb 1981 während eines Urlaubs in Italien. Er war mit Myrtle England verheiratet, mit der er fünf Kinder hatte.